# Megalopta genalis
Megalopta genalis es una especie de abeja de la familia Halictidae (llamadas abejas del sudor en algunas lenguas, por ejemplo, en francés, abeilles de la sueur, o en inglés, sweat bees). Esta especie es nativa del Centro y Sur América.
Los ojos de M. genalis tienen adaptaciones anatómicas que la hacen veintisiete veces más sensible a la luz que las abejas diurnas, lo que le da la habilidad de ser nocturna. Sin embargo, anatómicamente, sus ojos no son completamente distintos de otras abejas diurnas. La única diferencia consiste en la adaptación de volverse nocturna, aumentando su capacidad para buscar alimentos y minimizando el riesgo de ser depredada. Esta abeja ha servido como un organismo modelo en los estudios del comportamiento social y la visión nocturna de las abejas en general.

## Descripción e identificación

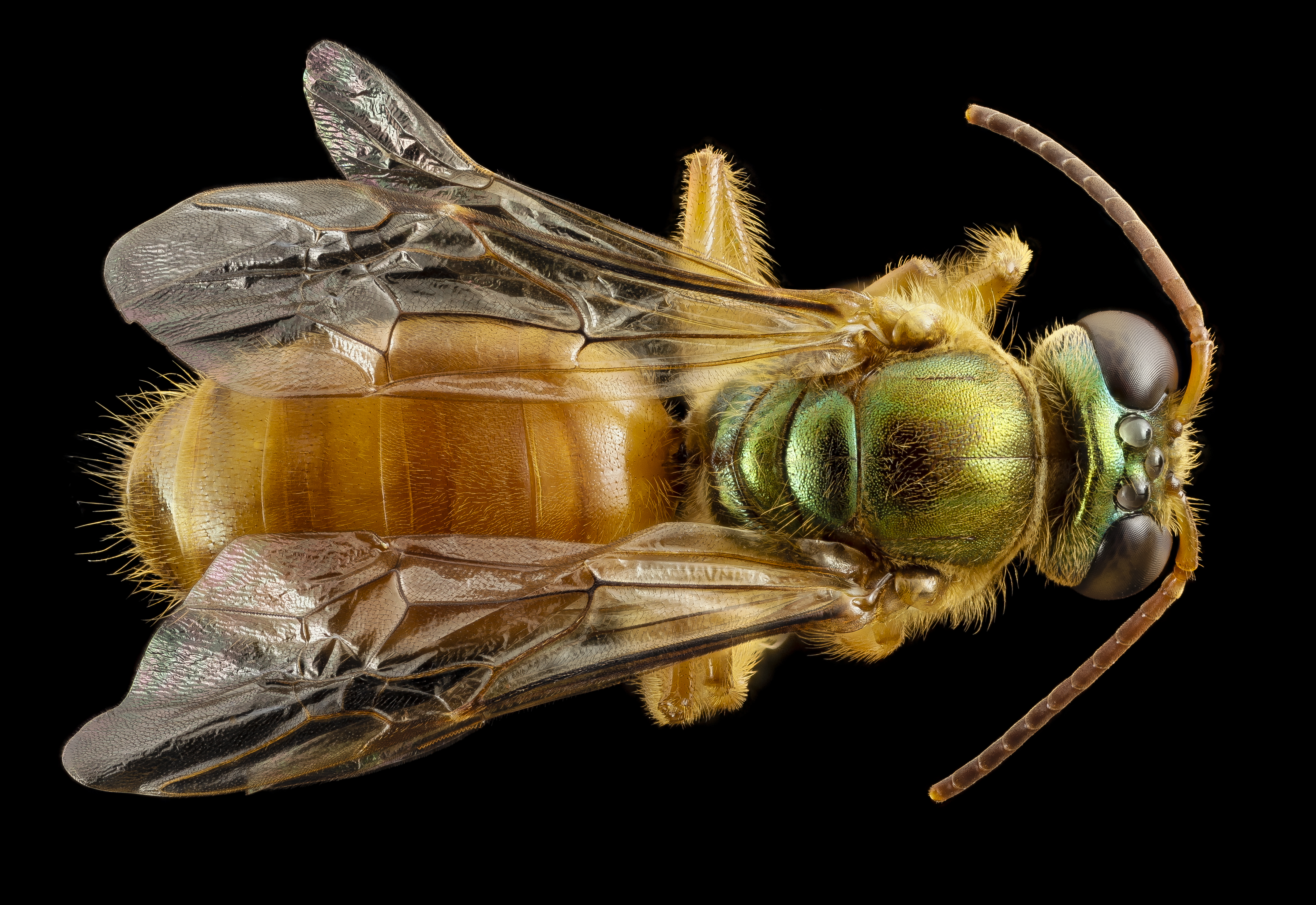
La distancia intergular mide la separación entre la base de las alas.

Posee una coloración verde metálica; está siendo estudiada por su desusada transición de comportamiento diurno a nocturno.
El tamaño de esta abeja varía y es más notorio en la hembras. La hembra promedio tiene una distancia intergular (el ancho del cuerpo medido entre la base de las alas) de tres milímetros. El macho promedio es más delgado, con una distancia intergular de aproximadamente 2,4 milímetros. Esta especie es propensa al ginandromorfismo, donde un individuo de un sexo puede tener partes corporales del sexo opuesto. Después de emerger del huevo, la abeja tarda aproximadamente treinta y cinco días en alcanzar el estadio adulto. Esta especie anida en la madera muerta, usualmente a manera de túnel. Suele utilizar ramas y lianas que han caído y quedado atrapadas en las partes inferiores del bosque lluvioso. Las ramas que usa para anidar tienen un ancho de entre 1 a 10 cm. La abeja crea un túnel con una característica entrada circular hecha con fibras de la misma rama. Las celdillas dentro del nido están confeccionadas con el mismo material. Las hembras adultas recolectan polen y lo depositan en una celda, donde luego ponen un huevo.

## Distribución y hábitat
Como otras especies del género Megalopta, M. genalis anida en la madera muerta. Vive en un área que abarca desde México hasta el sur de Brasil, por lo que es comúnmente estudiada en la República de Panamá y el norte de Colombia, donde se encuentra en gran número. Esta abeja recolecta el polen de las plantas tropicales que se hallan en su hábitat, incluyendo la ceiba (Ceiba pentandra), pochote (Pachira quinata), Spondias spp., Vismia baccifera, Pseudobombax septenatum y acacias. Las hembras pueden exhibir un comportamiento solitario o social, donde construyen nidos en ramas sobre el suelo. Tradicionalmente son nocturnas en sus actividades, haciendo la tarea de estudiarlas más difícil.

## Ciclo de la colonia
M. genalis es atípica en su conducta social, ya que normalmente son sociales en pequeñas colonias de aproximadamente dos a tres individuos, o simplemente se comportan como hembras solitarias. En un nido con dos abejas hay una clara distinción entre la abeja obrera y la reina,  por lo que en estos casos la división del trabajo es bastante similar a la de una colonia de mayor tamaño. Los nidos son fundados por una sola abeja reina, quien cría a su propia nidada por su cuenta antes de aumentar el tamaño de la colonia. Aproximadamente después de una semana, las abejas emergen, se dispersan y fundan sus propios nidos o se quedan y se encargan de buscar alimento. Esta especie es facultativamente social, es decir, que tiene la capacidad de vivir en comunidad cuando le es beneficioso, o de lo contrario anida de manera solitaria. Acumula alimento en sus nidos, llenando celdillas con polen para alimentar a las larvas hasta su madurez. El tamaño del grupo varía, dependiendo de la temporada. Al comienzo de la estación seca muchas de las abejas son solitarias, pero más tarde, al menos la mitad de los nidos cuentan con múltiples hembras. Los nidos pueden llegar a tener hasta 11 hembras, pero no suele haber más de cuatro en un nido. En Panamá, donde se han llevado a cabo la mayoría de los estudios de esta especie, solo se encuentran activas durante la temporada seca. Además, las colonias de mayor tamaño suelen ser más prevalentes hacia el final de la temporada seca. Ya que esta especie es facultativamente social, se ha demostrado que los nidos de mayor tamaño benefician indirectamente a las hembras que no se reproducen, lo que aumenta la capacidad reproductiva de la colonia entera.

## Comportamiento

### Jerarquía
Como se ha mencionado anteriormente, las hembras de esta especie exhiben un comportamiento solitario o anidan en grupos de pequeño tamaño. Mientras que esta especie es más bien solitaria, se han observado reinas capaces de cohabitar con otras reinas, siempre que se establezca una clara relación de sumisión y dominio entre ellas. Esta relación se basa  en el tamaño de los ovarios: la hembra con los ovarios más grandes suele ser la que domina sobre las hembras con ovarios de menor tamaño. El tamaño de los ovarios varía de acuerdo con el tamaño de la abeja. Las abejas más pequeñas (con ovarios poco desarrollados) tienden a ser las que colectan polen. Entre las hembras reproductoras el tamaño de la abeja no influye de ninguna manera en la fertilidad. La edad es un factor determinante: las abejas de más edad suelen ser más dominantes. Las hembras que comparten el nido con un menor número de abejas suelen ser más agresivas con otras abejas, lo que demuestra que estar aisladas socialmente las puede llevar a ser más agresivas.
En las especies de la familia Halictidae, se ha visto que las reinas golpean su cabeza contra otros adultos para demostrar su dominio y mantener a las abejas subordinadas alejadas de las áreas reservadas para la reina.

### División del trabajo
Existe una clara división del trabajo en los nidos comunales. Las hembras dominantes suelen ser los individuos de mayor tamaño y edad. En algunos casos, son los únicos individuos que llegan a reproducirse. Las demás hembras se encargan de ir en busca de alimento, llevándole comida a la reina o a la hembra reproductora. La trofalaxia es común en esta especie, donde las subordinadas dan de comer néctar a la reina.  En la mayoría de nidos comunales solo hay dos abejas: una reina que se queda en el nido la mayor parte del tiempo y se encarga de poner nidos, y la trabajadora o subordinada que deja el nido en busca de alimento para la reina y sí misma. La mayoría de las reinas son capaces de producir huevos, pero renuncian a esta facultad debido a la presencia de una reina dominante en el grupo. Si la reina muere, la obrera puede tomar su lugar y poner huevos.

### Adaptaciones nocturnas

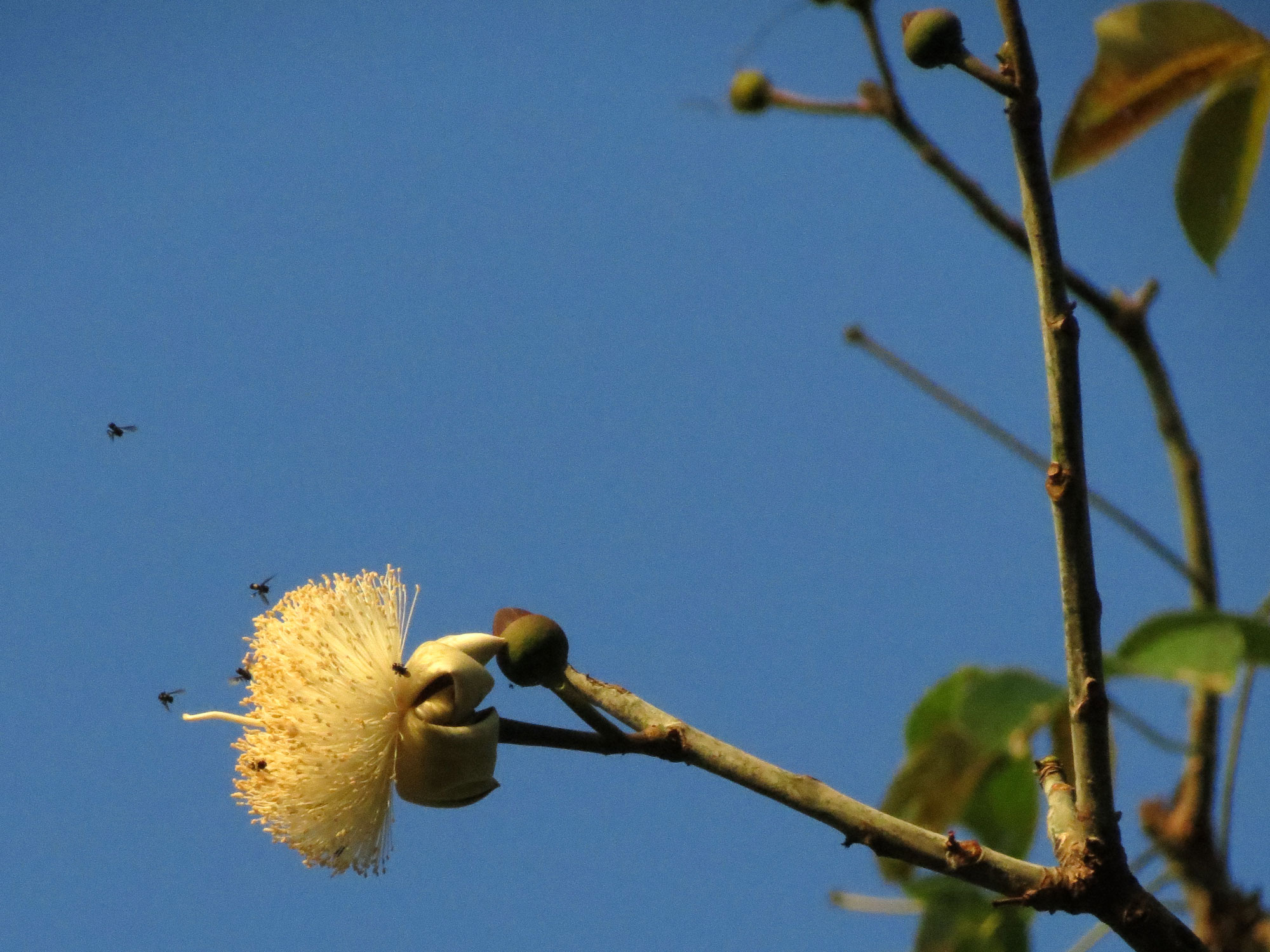
La adaptación de Megalopta genalis al medio nocturno le permite alimentarse con menos competencia de plantas como Pseudobombax septenatum, cuya inflorescencia brota al atardecer.

La mayoría de la abejas son diurnas, es decir, que están activas durante el día. Esta especie y otras relacionadas son nocturnas y salen del nido de noche. Esta adaptación a la vida nocturna ha sido extensamente estudiada. Anatómicamente, esta abeja es similar a las demás, con ojos compuestos posicionados de tal manera que resultan efectivos en presencia de una buena iluminación. Leves diferencias anatómicas provocan que sus ojos sean veintisiete veces más sensibles a la luz que las abejas diurnas. Las células de los ojos son especialmente sensibles a la polarización de la luz al atardecer, cuando estas abejas son más activas. Su cerebro también tiene un número especializado de neuronas que ayuda a procesar poca luz. Además, estudios recientes[¿cuándo?] han indicado que estas abejas utilizan más que su desarrollada sensibilidad a la luz para ser nocturnas. En realidad, M. genalis emplea sus experiencias previas para mejorar su capacidad de visión con poca luz. Recaba la información guardada en su cerebro para aterrizar y volar distancias largas en situaciones de luz ampliamente variables.
Este comportamiento nocturno acarrea beneficios para la abeja, como que exista menor competición cuando busca alimento, además de un riesgo menor de ser depredada. Una de las plantas de las que esta especie recolecta polen es Pseudobombax septenatum, cuyas flores solo se abren al atardecer.

### Comunicación a través de la comida
Las abejas M. genalis intercambian comida líquida a través de un proceso llamado trofalaxia, el cual indica el estatus social. Mientras que en otras especies, comúnmente se da el flujo de comida de la abeja obrera a la dominante, este no es el caso en esta especie. Esto apoya la idea que el comportamiento social es una adaptación evolutiva, ya que el alimento se comparte de manera equitativa en una colonia de dos abejas. Se cree que la trofalaxia es un comportamiento que ha evolucionado independientemente en varias especies de himenópteros sociales.

## Selección de parentesco

### Relación genética dentro de la colonia
En colonias que exhiben comportamiento social,  y donde hay de dos a siete abejas en vez una hembra solitaria, las demás abejas obreras suelen estar directamente relacionadas con la reina. Las abejas obreras son de menor tamaño que esta. Inclusive cuando la reina fundadora tiene crías, puede exhibir un comportamiento solitario si las abejas deciden abandonar el nido para establecer el suyo propio. Ya que la reina fundadora tiene que crear su propio nido, todas las abejas llegan a buscar alimentos en algún momento de su vida. Algunas observaciones han demostrado que si la reina es removida de una colonia social, la abeja que la remplaza experimenta un pronunciado desarrollo de sus ovarios, ocupando así el lugar de la reina. La abeja que ocupa este puesto generalmente es descendiente de la reina anterior. Es capaz de reproducirse de manera igualmente exitosa que la reina original, demostrando que el estatus de la colonia se define mediante una competición social y no es predeterminado. Además, es posible que la abeja reina pueda suprimir el ambiente de sus hijas en la colonia para poder asegurar que sean estériles y que no compitan con ella mientras sea capaz de reproducirse.

### Conflictos con la proporción de los sexos
Se ha observado que en Megalopta genalis la reina fundadora es capaz de determinar el sexo de sus crías. La primera nidada de una reina suele ser exclusivamente machos o una combinación de machos y hembras, pero nunca todas hembras. En nidadas con hembras y machos, el 76% de las hembras se quedan pasados diez días para luego convertirse en obreras subordinadas, y el 24% abandonan el nido para construir el suyo. Por ende, en esta especie facultativamente social, la reina fundadora que pone una nidada exclusivamente de machos es considerada solitaria, mientras que una fundadora que tiene crias de ambos sexos tiene la habilidad de ser social. Los machos dejan el nido para reproducirse cuatro días después de la eclosión del adulto. Por ende, la población se considera desproporcionada, así puede haber más machos tanto en nidos de abejas solitarias como en colonias de abejas sociales.

### Conflictos con la crianza de las crías
M. genalis ha sido ampliamente estudiada por su comportamiento facultativamente social, especialmente en términos de su manipulación paternal, la cual demuestra los efectos de factores ambientales en el desarrollo de las crías. Las reinas fundadoras suelen manipular a sus hijas para que se mantengan como trabajadoras subordinadas sin que compitan reproductivamente con ellas. Hacen esto limitando el alimento de las larvas, lo que asegura que las crías sean más pequeñas en tamaño comparadas con una abeja reina. Aunque ya se mencionó que el tamaño del adulto no necesariamente impacta la fecundidad, sí determina otros aspectos del dominio. Por tanto, la reina prefiere mantener a las crías que sean hembras con un tamaño menor al suyo para que trabajen para ella. Entre machos, hay menor variabilidad en la cantidad de comida que la reina provee a las larvas, incluso en temporadas de escasez de alimentos.

### El costo y beneficio de la vida social
Las M. genalis que exhiben un comportamiento social que tiene muchos beneficios en términos de depredación y supervivencia. Cuando una reina solitaria es atacada por un depredador, sus crías quedan huérfanas, haciéndolas más susceptibles de ser depredadas, disminuyendo su capacidad de sobrevivir. En cambio, una colonia tendría otros residentes en el nido que podrían cuidar a las crías. Además, la productividad de los nidos aumenta con el comportamiento social, logrando una producción de huevos más exitosa. Para las hembras que se quedan en el nido como trabajadoras, la relación genética sería el beneficio de quedarse, además de obtener protección extra del grupo. Cuando la reina muere, estas hembras tienen la posibilidad de remplazarla teniendo más oportunidades de tener una colonia exitosa si se compara con las oportunidades que hubiese tenido de haber creado su propio nido.

## Interacciones con otras especies

### Parásitos
Escarabajos de la especie Macrosiagon gracilis han sido reportados como parásitos de M. genalis. Esta especie es conocida por habitar en la misma área que M. genalis, además de un área mayor en la cual todavía no se ha observado este comportamiento parasitario. Se cree que este escarabajo tiene sus crías en los nidos de M. genalis, dejando que se desarrollen hasta el estado adulto. Sin embargo, este comportamiento es interesante porque esta especie de escarabajo no tiene ninguna adaptación nocturna conocida, y por ende utiliza señales químicas y táctiles para encontrar a su especie anfitriona.

### Defensa
La hormigas son el mayor depredador de M. genalis. Cuando una hormiga de la especie Ectatomma tuberculatum es puesta cerca de la entrada del nido de Megalopta genalis, la abeja intenta proteger el nido con su abdomen y, generalmente, la hormiga se alejará si es de menor tamaño que la abeja. Cuando la abeja se enfrenta a hormigas de mayor tamaño, como las del género Camponotus, intentará morder o picar a la hormiga hasta que esta se aleje. Si esto no funciona, la abeja tratará de empujar a la hormiga con su abdomen. Con hormigas de menor tamaño, como las del género Crematogaster, la abeja muerde y pica a la hormiga hasta que muera. Mientras que las colonias sociales pueden beneficiarse de este comportamiento defensivo, no es imprescindible y puede ser llevado a cabo de igual manera por una abeja solitaria debido al diseño constreñido del nido.